# Bardo, falsa crónica de unas cuantas verdades
Bardo, falsa crónica de unas cuantas verdades (em inglês:  Bardo, False Chronicle of a Handful of Truths, em português:  Bardo, Falsa Crônica de Algumas Verdades) é o sétimo longa-metragem, mexicano, dirigido por Alejandro G. Iñárritu de 2022. Pertencente aos gêneros épico, comédia-dramática e humor ácido, o filme foi co-escrito, co-composto, montado, produzido por Alejandro, estrelado por Daniel Giménez Cacho ao lado de Griselda Siciliani, a obra segue um jornalista/documentarista que retorna ao seu país natal, México, e começa a ter uma crise existencial na forma de visões oníricas. É o primeiro filme de Iñárritu a ser totalmente filmado no México desde Amores perros em 2000.
Bardo estreou na 79º edição do Festival Internacional de Cinema de Veneza em competição pelo Leão de Ouro em 1º de setembro de 2022, foi lançado nos cinemas em 18 de novembro de 2022 e transmitido pela Netflix em 16 de dezembro de 2022. O filme recebeu críticas mistas da crítica, que elogiou as atuações de Cacho e Siciliani, bem como a cinematografia de Khondji e a direção de Iñarritu, mas criticou a escrita e o tempo de execução. Escolhido para ser representante Mexicano na 95.º Edição do Oscar, o longa foi selecionado na lista preliminar na categoria Melhor Filme Internacional, é previsto para 24 janeiro de 2023 a lista definitiva com os cinco selecionados para concorrer à categoria. Além disso, foi indicado no 28º Critic's Choice Movie Awards como Melhor Filme Estrangeiro.

## Enredo
Em uma jornada introspectiva, um aclamado jornalista e documentarista retorna à sua terra natal, México, para reconciliar-se com sua própria identidadade e com seu passado.

## Elenco
- Daniel Giménez Cacho como Silverio Gama
  - Diego Tello de Meneses como Silveiro de 11 anos
- Griselda Siciliani como Lucía Gama
- Ximena Lamadrid como Camila Gama
- Iker Sanchez Solano como Lorenzo Gama
- Jay O. Sanders como Embaixador Jones
- Andrés Almeida como Martín
- Francisco Rubio como Luis
- Rubén Zamora como Irmão de Silverio
- Mar Carrera como Lucero
- Fabiola Guajardo como Tania
- Daniel Damuzi como Antonio
- José Antonio Toledano como Juan Escutia
- María Cobar como Niece
- Fernanda Borches como Apresentadora

## Produção

### Desenvolvimento
Em 22 de março de 2020, foi noticiado que Alejandro G. Iñárritu iria escrever, dirigir e produzir um novo filme, a ser rodado no México, Bradford Young como diretor de fotografia e Patrice Vermette como diretor de arte. Em 9 de março de 2021, Griselda Siciliani se juntou ao elenco, com Grantham Coleman naquele mês de julho.

### Filmagens
As filmagens principais iniciaram em 3 de março de 2021 na Cidade do México, com Darius Khondji como diretor de fotografia e Eugenio Caballero como diretor de arte. Cinco meses de filmagem foram planejados em outras locações da Capital e do Estudios Churubusco.
Em 4 de março de 2021, durante as filmagens no Centro Histórico da Cidade do México, um transeunte foi preso por agredir um segurança da produção. Em setembro de 2021, foi relatado que a produção do filme havia sido concluída.

### Pós-Produção
Iñárritu continuou montando o filme após sua estreia. A versão exibida no 70º Festival Internacional de Cinema de San Sebastián no final de setembro de 2022 tinha 152 minutos sem créditos, 22 minutos mais curto que a exibida em Veneza e Telluride. O tempo de execução final foi definido em 160 minutos (incluindo créditos).

## Lançamento
Bardo, falsa crónica de unas cuantas verdades teve sua estreia mundial na 79º edição do Festival Internacional de Cinema de Veneza em 1º de setembro de 2022, estreou nos Estados Unidos no Festival da AFI de 2022 em 3 de novembro de 2022, foi lançado nos cinemas do México em 27 de outubro de 2022, em seguida, teve lançamento limitado nos cinemas dos Estados Unidos e em 4 de novembro foi distribuído mundialmente na plataforma de streaming, Netflix, em 16 de dezembro.

## Recepção

### Resposta da Crítica
O filme recebeu críticas mistas dos críticos, com muitos criticando-o como auto-indulgente e pretensioso. No site agregador de críticas, Rotten Tomatoes, 58% das 121 críticas dos críticos são positivas, com uma classificação média de 6,2/10. O consenso no site afirma: "Tão profundamente pessoal quanto exigente, Bardo, falsa crónica de unas cuantas verdades anda instável na linha entre brilhantismo e pura auto-indulgência." . Metacritic, que usa uma média ponderada, atribuiu o filme uma pontuação de 53 em 100, com base em 34 críticos, indicando "críticas mistas ou médias".

## Prêmios e Indicações
| Prêmio                             | Data da Cerimônia       | Categoria                          | Indicados                                     | Result   | Ref.   |
| ---------------------------------- | ----------------------- | ---------------------------------- | --------------------------------------------- | -------- | ------ |
| Festival de Cinema de Veneza       | 10 de Setembro de 2022  | Golden Lion                        | Alejandro G. Iñárritu                         | Indicado | [ 21 ] |
| Festival de Cinema de Veneza       | 10 de Setembro de 2022  | Prêmio UNIMED                      | Alejandro G. Iñárritu                         | Venceu   | [ 22 ] |
| Critics' Choice Movie Awards       | 15 de Janeiro de 203    | Melhor Filme Estrangeiro           | Bardo, falsa crónica de unas cuantas verdades | Pendente | [ 23 ] |
| Satellite Awards                   | 11 de Fevereiro de 2023 | Melhor Filme Estrangeiro           | Bardo, falsa crónica de unas cuantas verdades | Pendente | [ 24 ] |
| Chicago Film Critics Association   | 14 de Dezembro de 2022  | Melhor Filme Estrangeiro           | Bardo, falsa crónica de unas cuantas verdades | Indicado | [ 25 ] |
| Chicago Film Critics Association   | 14 de Dezembro de 2022  | Melhor Cinematografia              | Darius Khondji                                | Indicado | [ 25 ] |
| Alliance of Women Film Journalists | TBD                     | Melhor Filme em Língua Não Inglesa | Bardo, falsa crónica de unas cuantas verdades | Pendente | [ 26 ] |

## Ligações Externas
- Bardo, falsa crónica de unas cuantas verdades na Netflix 
| Controle de autoridade | - : Q106040462 - Kino: 4414557 - LUMIERE: 334952 - Metacritic: bardo-false-chronicle-of-a-handful-of-truths - IMDb: tt14176542 - Rotten Tomatoes: bardo_false_chronicle_of_a_handful_of_truths - AlloCiné: 290922 - Filmdatabasen: 123486 - FilmAffinity: 910164 - Letterboxd: bardo-false-chronicle-of-a-handful-of-truths - Netflix: 81249430 - TMDb: 685691 |